# Diploa abyssinica
Diploa abyssinica är en skalbaggsart som beskrevs av Müller 1940. Diploa abyssinica ingår i släktet Diploa och familjen Cetoniidae. Inga underarter finns listade i Catalogue of Life.